# Mimetillus moloneyi
Mimetillus moloneyi é uma espécie de morcego da família Vespertilionidae. Pode ser encontrada na África subsaariana. É a única espécie descrita para o gênero Mimetillus.